# Žalm 18
Žalm 18 („Miluji tě vroucně, Hospodine, moje sílo“) je biblický žalm. V překladech, které číslují podle Septuaginty, se jedná o 17. žalm. Žalm je nadepsán těmito slovy: „Pro předního zpěváka. Žalm Hospodinova služebníka Davida, který přednášel slova této písně Hospodinu v den, kdy jej Hospodin vysvobodil ze spárů všech jeho nepřátel i z rukou Saulových. Pravil:“ Jedná se o jeden ze třinácti davidovských žalmů, v nichž je uvedena konkrétní situace z Davidova života, na něž příslušný žalm navazuje. Podle některých vykladačů toto nadepsání znamená, že žalm byl určen k tomu, aby jej při určitých příležitostech odzpívával zkušený zpěvák za přítomnosti krále z Davidova rodu. Téměř doslovné znění tohoto žalmu se dochovalo ve Druhé knize Samuelově. Raši uvádí, že tento žalm složil král Davida ve svém stáří, když měl již všechny strasti života za sebou.

## Užití
Spis Šimuš Tehilim („Užití Žalmů“), jehož autorem je zřejmě židovský učenec Chaj Ga'on (939–1038), uvádí, že recitací 18. žalmu můžeme předejít záchvatu či propuknutí nemoci.